# 2008년 하계 올림픽 카자흐스탄 선수단
카자흐스탄는 2008년 8월 8일부터 24일까지 중화인민공화국 베이징에서 열린 2008년 하계 올림픽에 참가했다.

## 메달 집계

### 종목별 메달 집계
| 종목   | 1 | 2 | 3 | 메달 합계 |
| 복싱   | 1 | 0 | 0 | 1         |
| 역도   | 1 | 0 | 0 | 1         |
| 레슬링 | 0 | 1 | 2 | 2         |
| 육상   | 0 | 1 | 0 | 1         |
| 태권도 | 0 | 0 | 1 | 1         |
| 복싱   | 0 | 0 | 1 | 1         |
| 합계   | 2 | 3 | 4 | 9         |